# Jurema Pena
Jurema Pena (Alcobaça, 08 de dezembro de 1926 - Salvador, 20 de setembro de 2001) foi uma atriz brasileira de teatro, cinema e televisão, além de dramaturga.

## Carreira
Bacharelou-se em Direito e após concluir o curso ingressou na Escola de Teatro da Universidade Federal da Bahia, sob direção de Martim Gonçalves.
Iniciou sua carreira artística em 1949, na montagem de Auto da Graça e Glória, em celebração dos 400 anos de Salvador, tendo trabalhado em dezenas de espetáculos até seu falecimento. Seu último espetáculo fora Os Fuzis da Senhora Carrar de Bertolt Brecht.
Em cinema estreara em Mandacaru Vermelho (1961) de Nelson Pereira dos Santos, posteriormente fora dirigida por importantes cineastas como Roberto Pires, Olney São Paulo e J. B. Tanko.
Ao lado de Leonel Nunes, Reinaldo Nunes e Sóstrates Gentil, fundara a Companhia Baiana de Comédias – CBC, na década de 1960.
No ano de 1966 mudara-se para o Rio de Janeiro, onde começara a atuar em teatro. Em 1969 estreara em telenovela com uma participação em Rosa Rebelde. Destacara-se nacionalmente por participar das telenovelas Irmãos Coragem e Selva de Pedra, ambas de Janete Clair.
Em 1973 retorna à Bahia, onde nas próximas décadas trabalhara ininterruptamente com atividades teatrais.

## Morte
Falecera no Hospital Português, na cidade de Salvador, em 20 de setembro de 2001 em decorrência de uma infecção urinária. A atriz já se encontrava debilitada devido a um acidente vascular cerebral.

## Filmografia

### Televisão
| Ano       | Título                  | Personagem    | Notas                  |
| --------- | ----------------------- | ------------- | ---------------------- |
| 1992      | Tereza Batista          | Gregória      |                        |
| 1988      | O Pagador de Promessas  | Comadre Miúda |                        |
| 1985      | Tenda dos Milagres      | Parteira      |                        |
| 1982      | Lampião e Maria Bonita  | Mariinha      |                        |
| 1972      | Selva de Pedra          | Sofia         |                        |
| 1972      | Caso Especial           | —             | Episódio: "O Matador"  |
| 1971      | O Homem que Deve Morrer | Zoraida       |                        |
| 1970-1971 | Irmãos Coragem          | Indaiá        |                        |
| 1969      | Verão Vermelho          | Zora          |                        |
| 1969      | Rosa Rebelde            | —             |                        |
| 1957      | Grande Teatro Tupi      | Marcionília   | Episódio: "A Estiagem" |

### Cinema
| Ano  | Título                 | Personagem              | Notas                               |
| ---- | ---------------------- | ----------------------- | ----------------------------------- |
| 1987 | Jubiabá                | —                       |                                     |
| 1984 | O Mágico e o Delegado  | —                       |                                     |
| 1977 | Tenda dos Milagres     | Tia Eufrásia            |                                     |
| 1977 | Os Pastores da Noite   | —                       |                                     |
| 1974 | O Forte                | —                       |                                     |
| 1974 | As Moças Daquela Hora  | —                       |                                     |
| 1971 | Rua Descalça           | —                       |                                     |
| 1969 | A Doce Mulher Amada    | Tia Clotilde            |                                     |
| 1968 | Como Vai, Vai Bem?     | Jurema, mãe de Santinha | Segmento: "A santinha do Encantado" |
| 1964 | Seara Vermelha         | Diná                    |                                     |
| 1964 | O Caipora              | —                       |                                     |
| 1964 | O Tropeiro             | —                       |                                     |
| 1964 | O Santo Módico         | Fanática religiosa      |                                     |
| 1963 | Sol Sobre a Lama       | —                       |                                     |
| 1962 | Tocaia no Asfalto      | Dona Filó               |                                     |
| 1962 | O Pagador de Promessas | Beata                   |                                     |
| 1961 | Mandacaru Vermelho     | Velha arisca            |                                     |

## Teatro
Como atriz
- 2000 - Os Fuzis da Senhora Carrar
- 1980 - O Belo Indiferente
- 1980 - Até Outro Dia Feliz Como Este
- 1972 - Irene Satã
- 1971 - O China
- 1970 - Alice no País Divino-Maravilhoso
- 1969 - O Caldeirão
- 1968 - A Pílula
- 1967 - O Assassinato da Irmã Geórgia
- 1966 - Cocteau’ 66
- 1966 - Divino, Maravilhoso
- 1964 - Mambembando
- 1963 - A Prostituta Respeitosa
- 1962 - Em Moeda Corrente do País
- 1961 - O Tambor Damasco
- 1960 - A Sapateira Prodigiosa
- 1959 - O Auto da Compadecida
- 1958 - As Três Irmãs
- 1958 - O Moço Bom e Obediente
- 1957 - A Grande Estiagem
- 1949 - Auto da Graça e Glória

Como autora, diretora e produtora
- 1998 - O Bonequeiro Vitalino
- 1996 - Como Tudo Começou: Imoral e Amoral
- 1988 - Procurando Maria
- 1984 - Alice no País das Maravilhas
- 1982 - Pedro e o Lobo
- 1982 - É Churria! Viu Santa
- 1981 - Dona Clara Clareou
- 1980 - Natal no Nordeste
- 1980 - Nos Verdes Cabelos de Yemanjá
- 1979 - O Misterioso Sequestro do Príncipe Não Sei
- 1978 - Os Super-Heróis no País da Bela Adormecida
- 1979 - O Misterioso Sequestro do Príncipe Não Sei
- 1977/1978 - O Bonequinho Vitalino ou Nada É Impossível Aos Olhos de Deus e das Crianças
- 1976 - A Dama de Copas e o Rei de Cuba
- 1975 - Abra Alas para o Major Cosme
- 1975 - Bahia Livre Exportação
- 1975 - Há Vagas para Moças de Fino Trato
- 1974 - Estória do Bombeirinho Valente
- 1974 - O Circo Tah Hy
- 1974 - A Orquídea Azul da Bela Adormecida
- 1973 - Negro Amor de Rendas Brancas
- 1972 - Yemanjá, Rainha de Ayocá
- 1950 - Código Penal 217

Fonte: